# 国立自然史博物館 (マニラ)
国立自然史博物館（こくりつしぜんしはくぶつかん、英語: The National Museum of Natural History; フィリピン語: Pambansang Museo ng Likas na Kasaysayan) は、フィリピンの自然史博物館である。マニラのリサール公園の環状交差点アグリフィナサークルにある。

## 歴史

### 農商工ビル
建物は農商工ビルとして1940年に建てられた。1930年代後半にフィリピンの建築家アントニオ・トレドにより新古典主義建築として設計されたもので、環状交差点にある財務省ビル（現・国立人類学博物館）と同じ寸法と間取りになっている。2つの建物は第二次世界大戦中のマニラ攻防戦で破壊された。戦後に当初の設計に従って再建された。

### 観光省

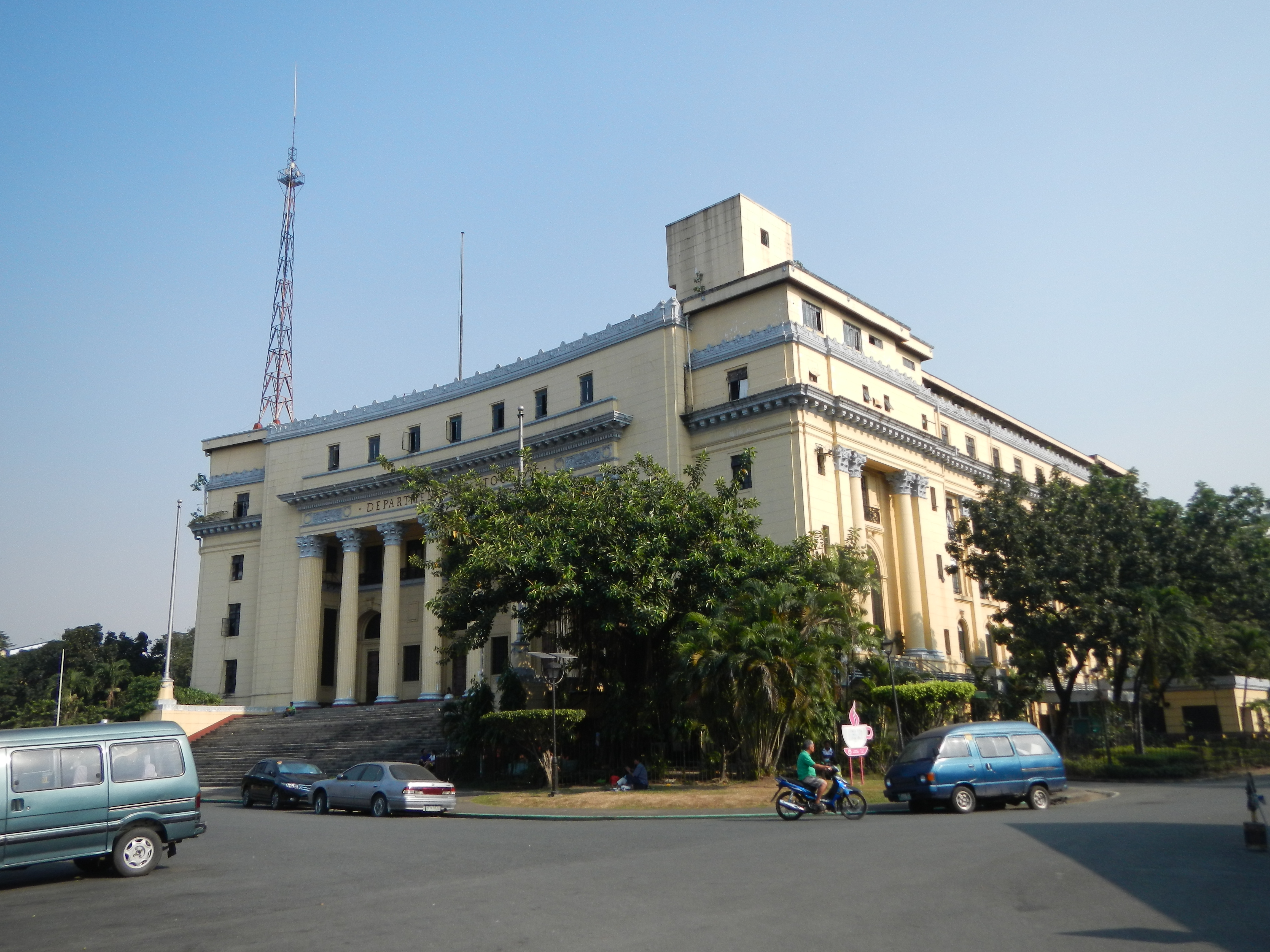
フィリピン観光省として使用されていた時期のビル

この建物はしばらくの間フィリピン観光省として使用され、2015年まで観光省ビルと呼ばれていた。その後観光省は近郊のマカティ市に移転し、イントラムロスに計画中の本部が完成後にマニラに戻る予定である。

### 国立自然史博物館
1998年に可決した国立博物館法は、リサール公園にある3つの公共建物、すなわち立法府ビル、財務省ビル、観光省ビルを、博物館にすることを義務付けた。財務省ビルは最初に変更された。1998年、建物は国立人類学博物館に転用された。立法府ビルは2000年に国立美術館に転用された。観光省ビルは最後に国立自然史博物館となった。
2013年、この建物を国立自然史博物館とする準備が始まった。ベニグノ・アキノ3世大統領の指示により、自然史博物館をはじめとして国中の異なる地域でさまざまな博物館を建てる構想が始まった。フィリピン国立博物館は改修計画案を5人の建築家に依頼し、ドミニク・ガリカ建築事務所とインテリアデザイナーのティナ・ペリケットのチーム案が選ばれた。ガリカの設計は、建物の正面に、DNAに想を得た二重らせん構造に支えられたガラス天井のドームを加える案だった。ドームと支柱は「生命の樹」を模したもので、6階建てのビルの中庭を覆っている。約10億ペソの経費をかけたプロジェクトは、2015年フィリピンAPECの開催に合わせ、2015年に完成させる予定だった。
建物改修工事の入札は、2015年9月に行われた。
国立自然史博物館は2017年9月30日に完成した。公式開館は2017年第4四半期頃が予定されていた。博物館が実際に開館したのは2018年5月18日だった。

## 収蔵品
博物館の収蔵品には、2011年に南アグサン州で捕獲され、2013年に死亡したイリエワニのロロン (Lolong)の剥製があり、それは当時飼育されていた最大のワニだった。

## ギャラリー

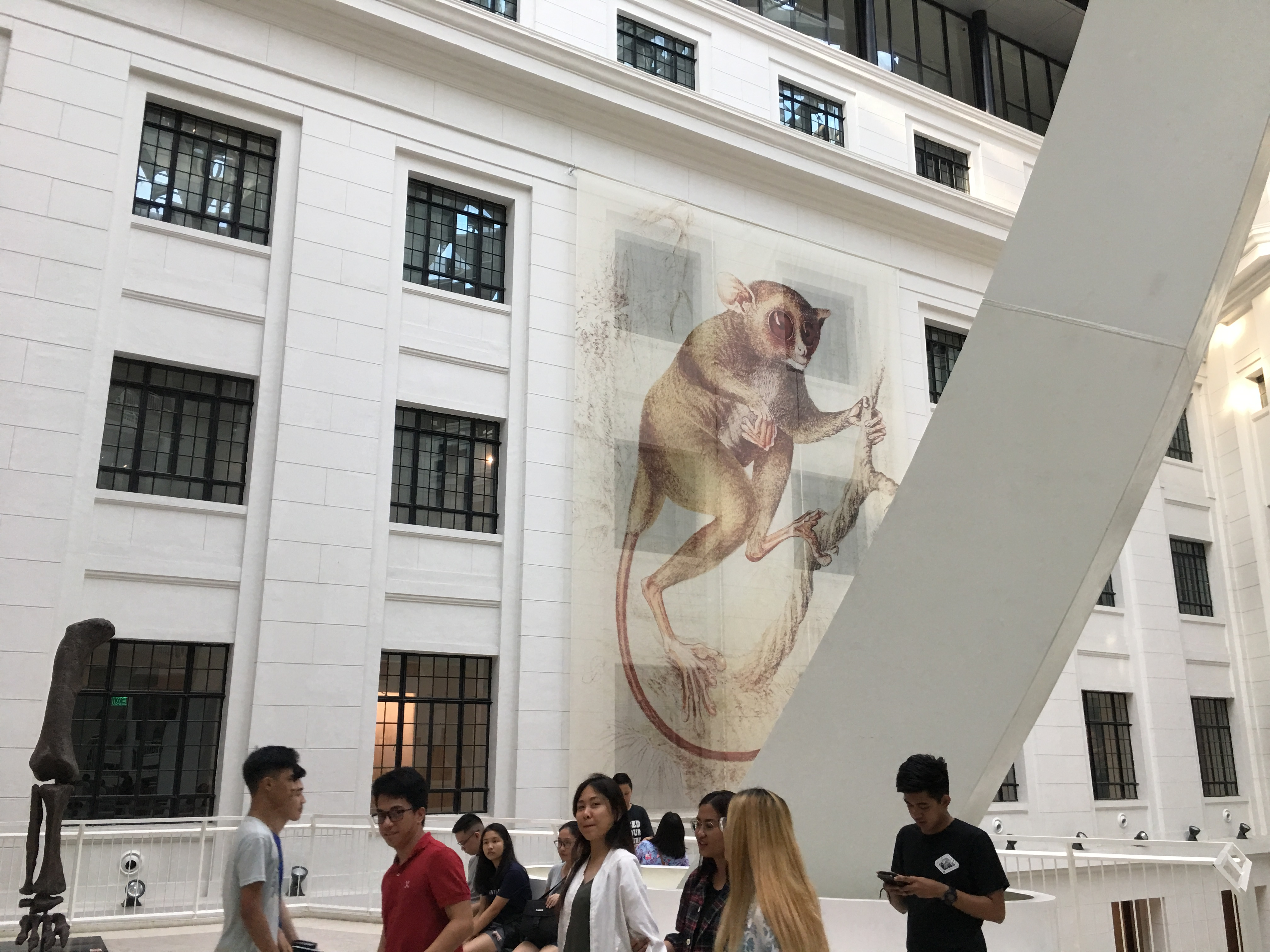
メガネザル
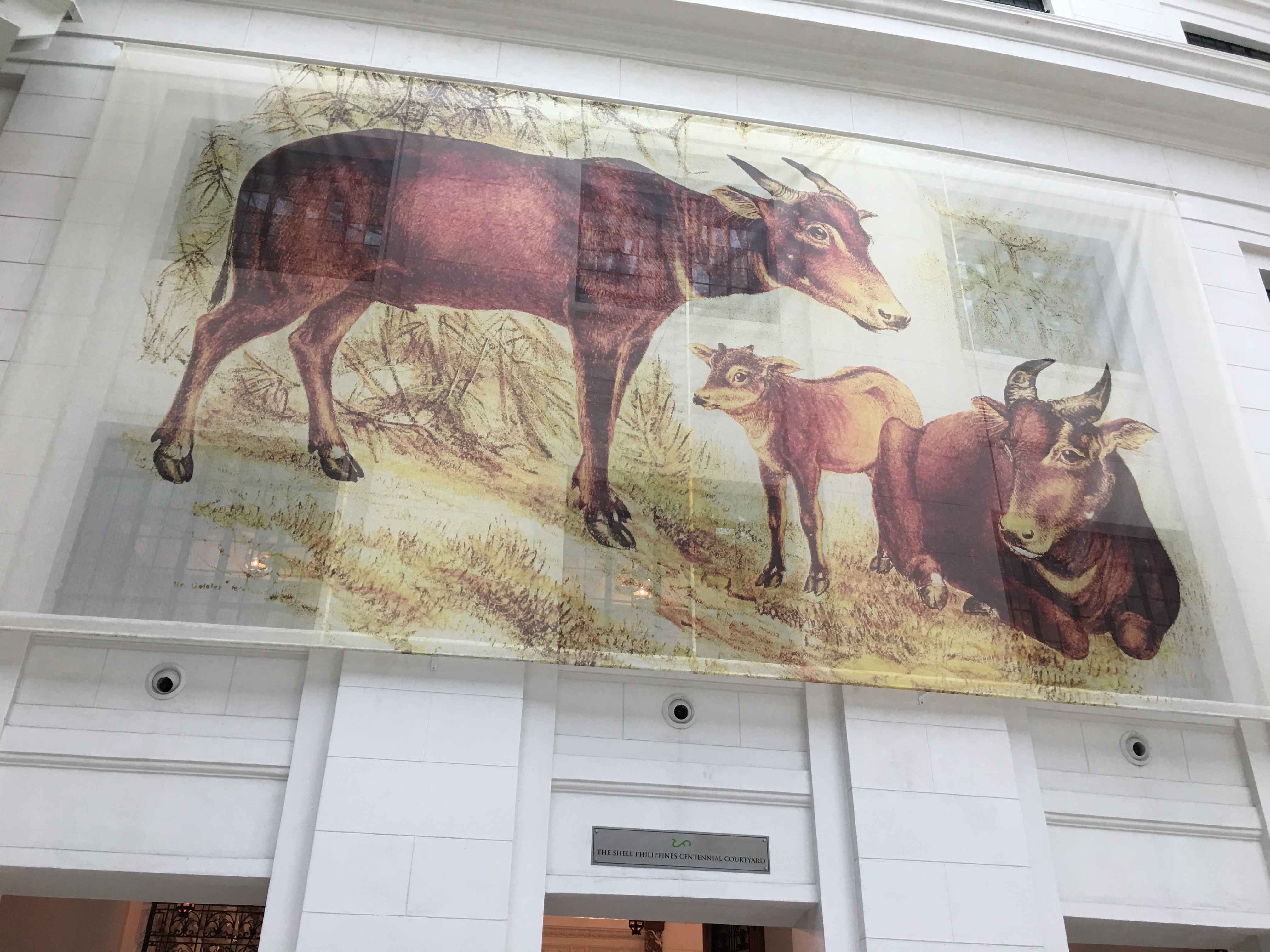
ミンドロスイギュウ
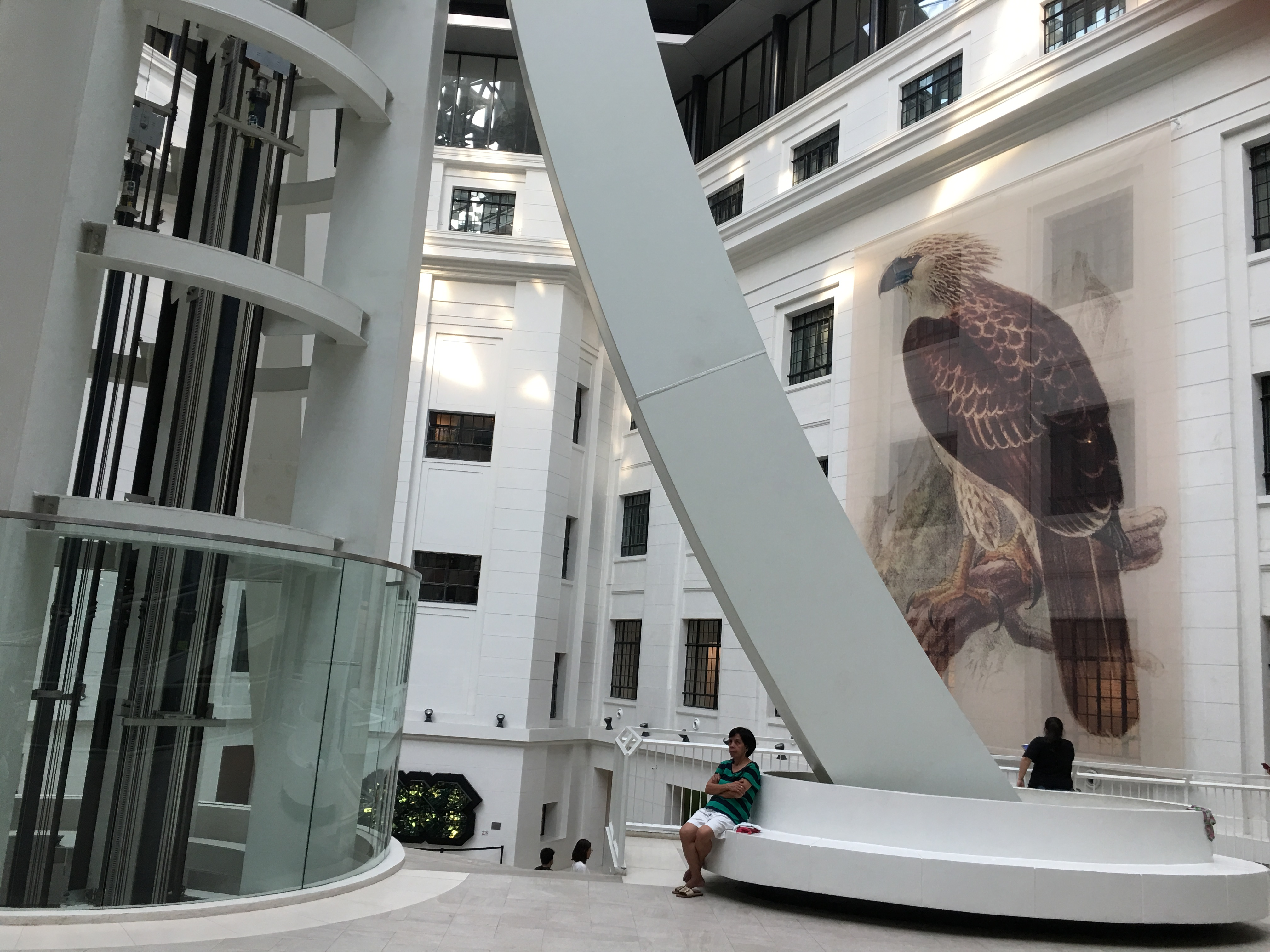
フィリピンワシ
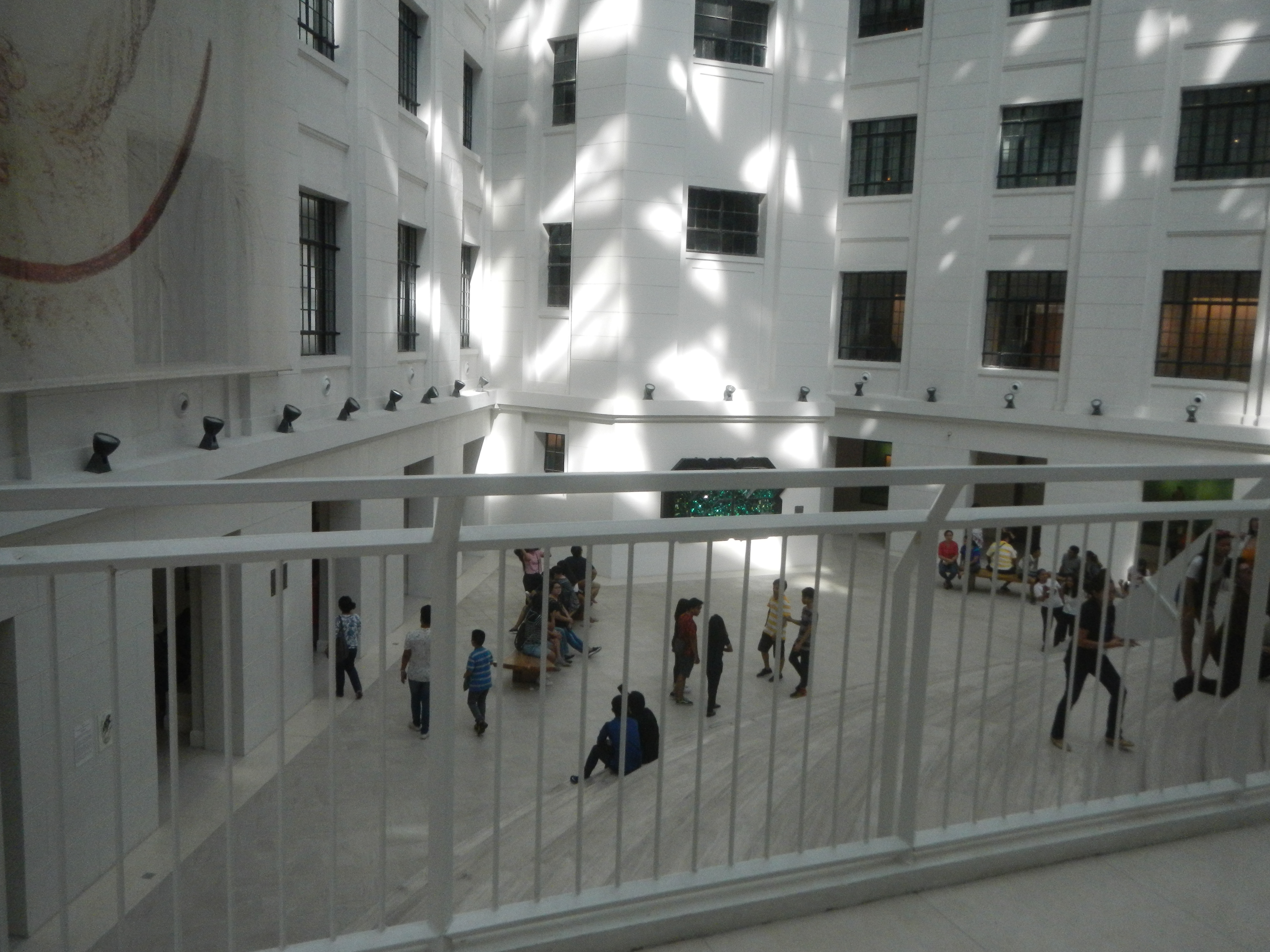
一階
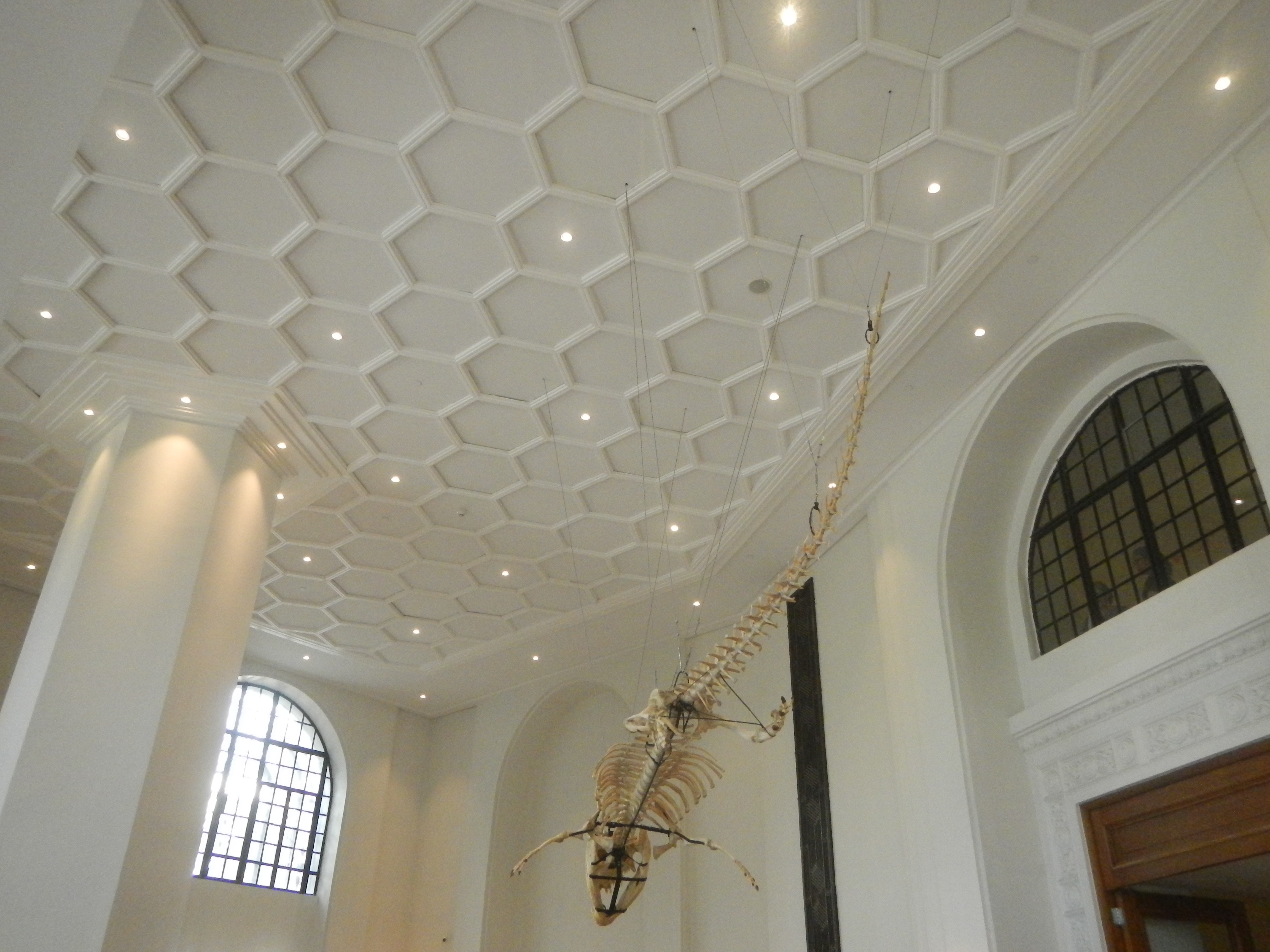
ロロンの遺骨
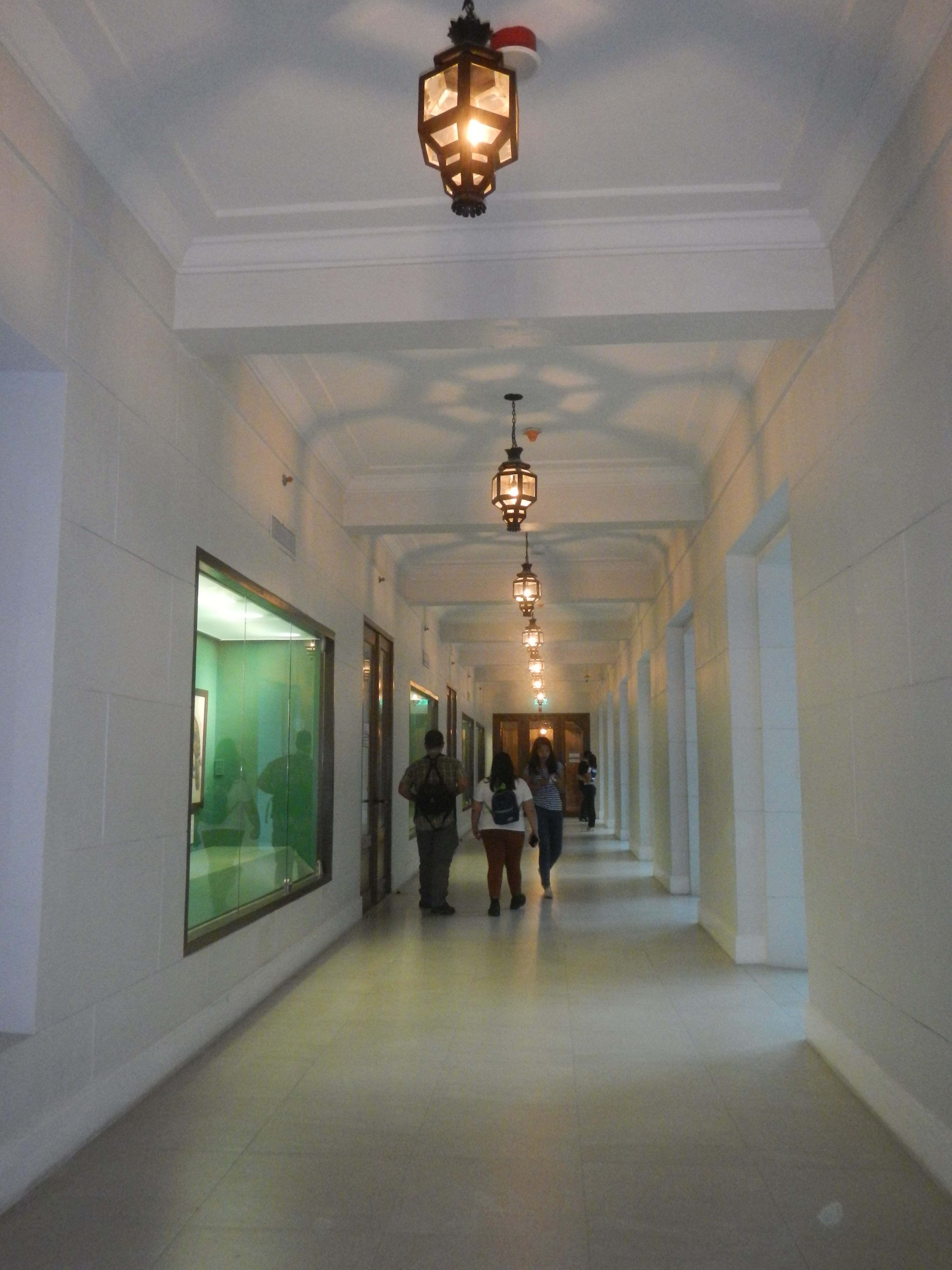
博物館の廊下
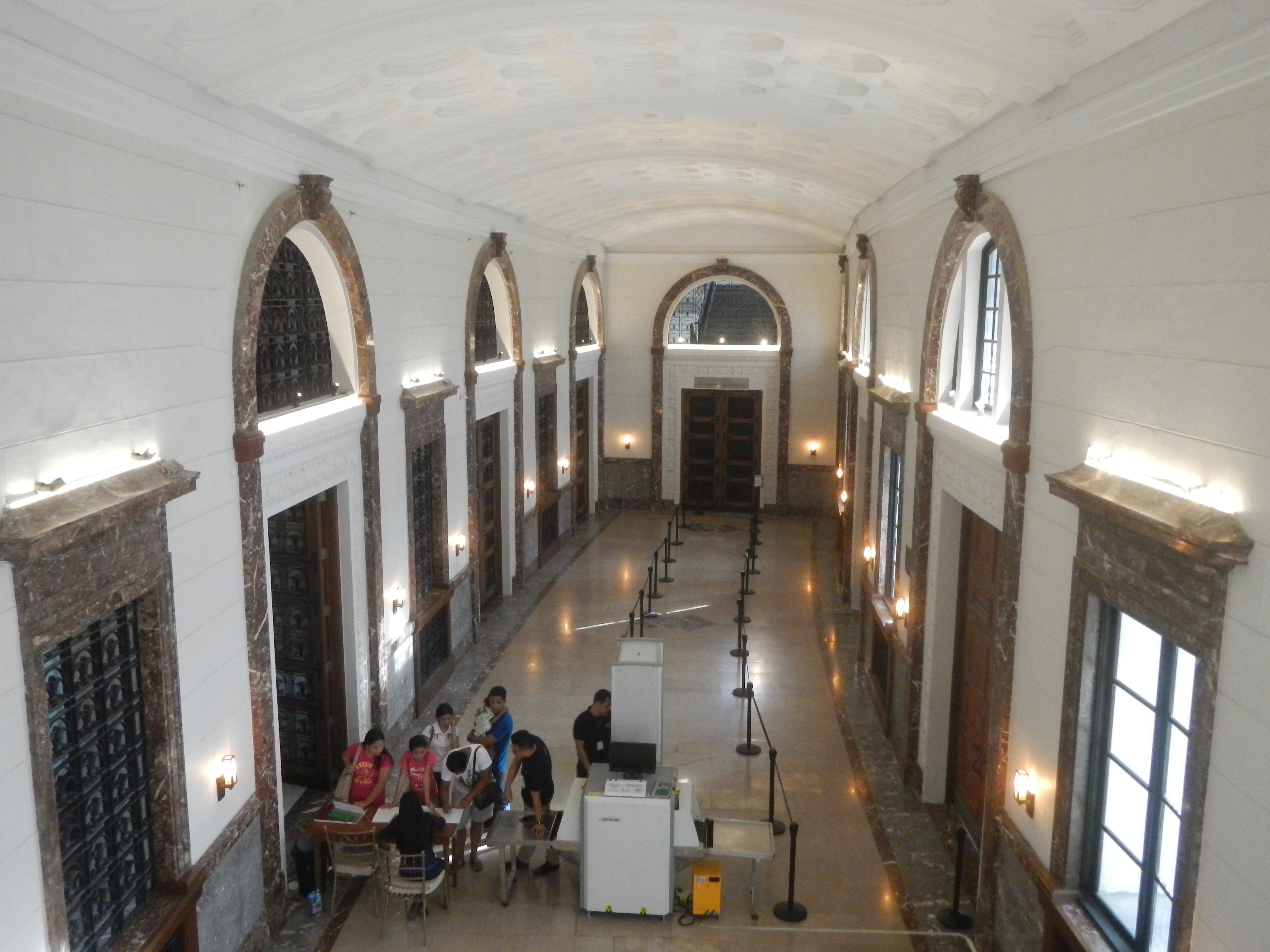
ロビー
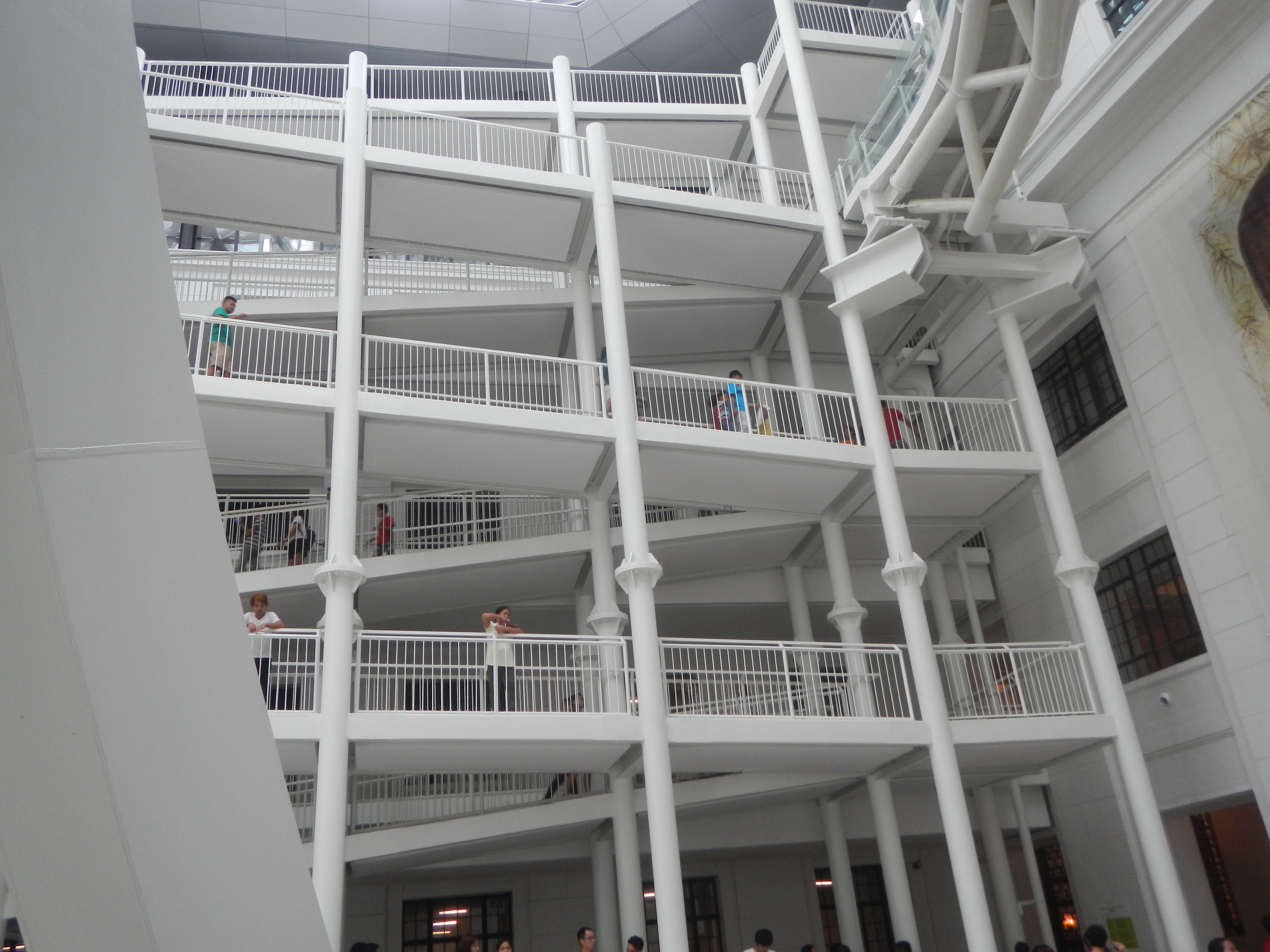
回廊
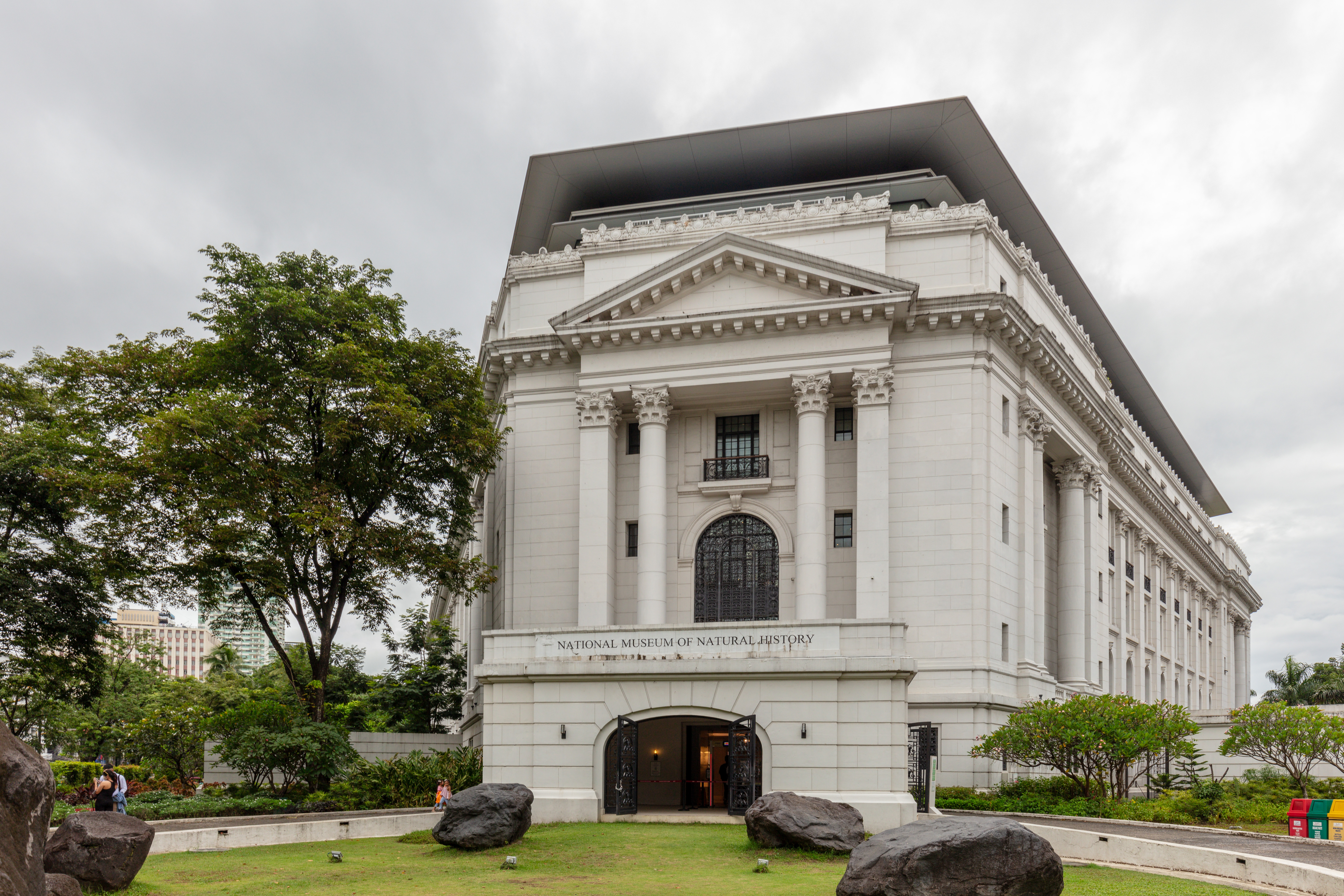
博物館の南西方向の展望
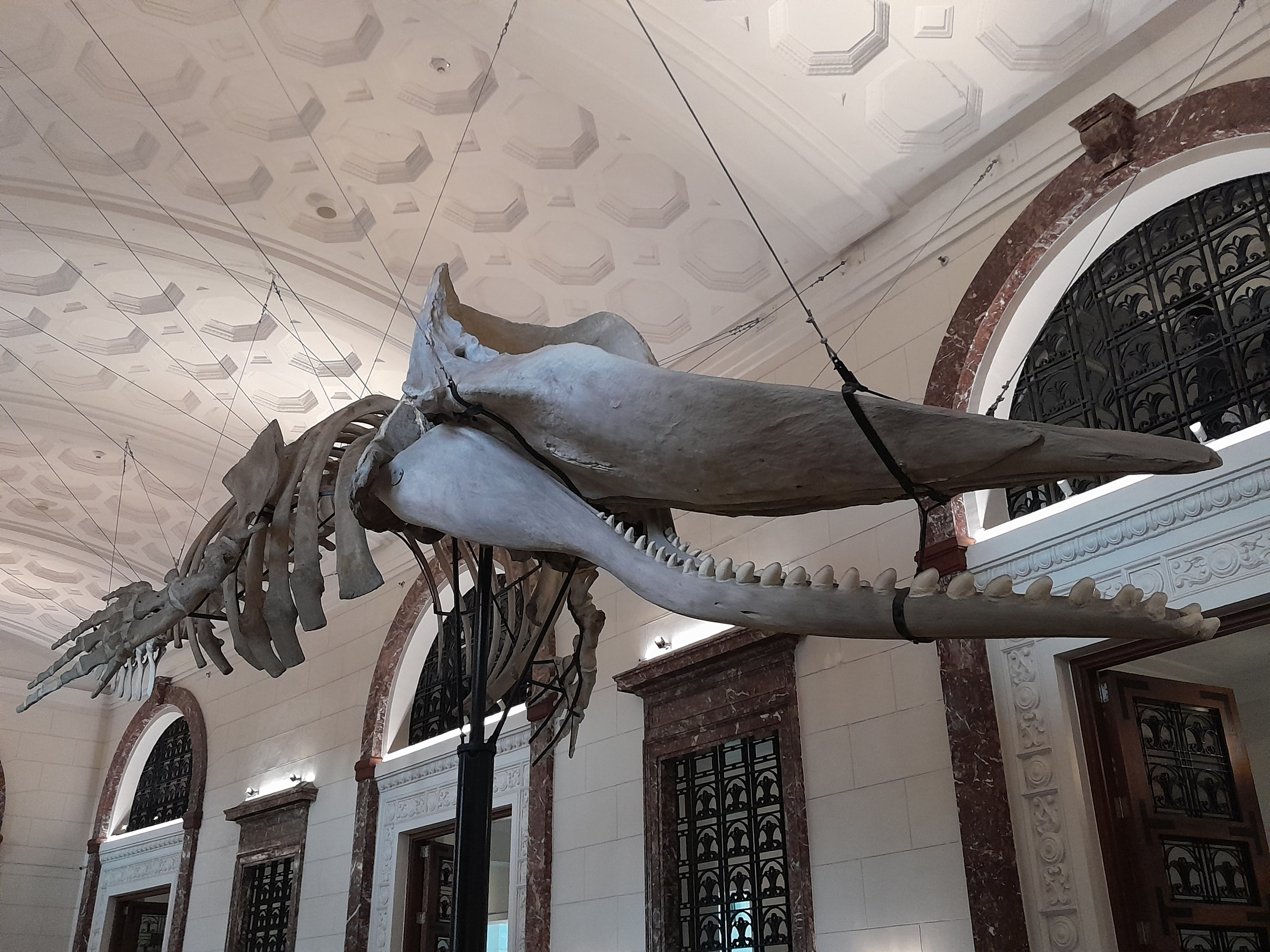
マリンドゥケマッコウクジラ
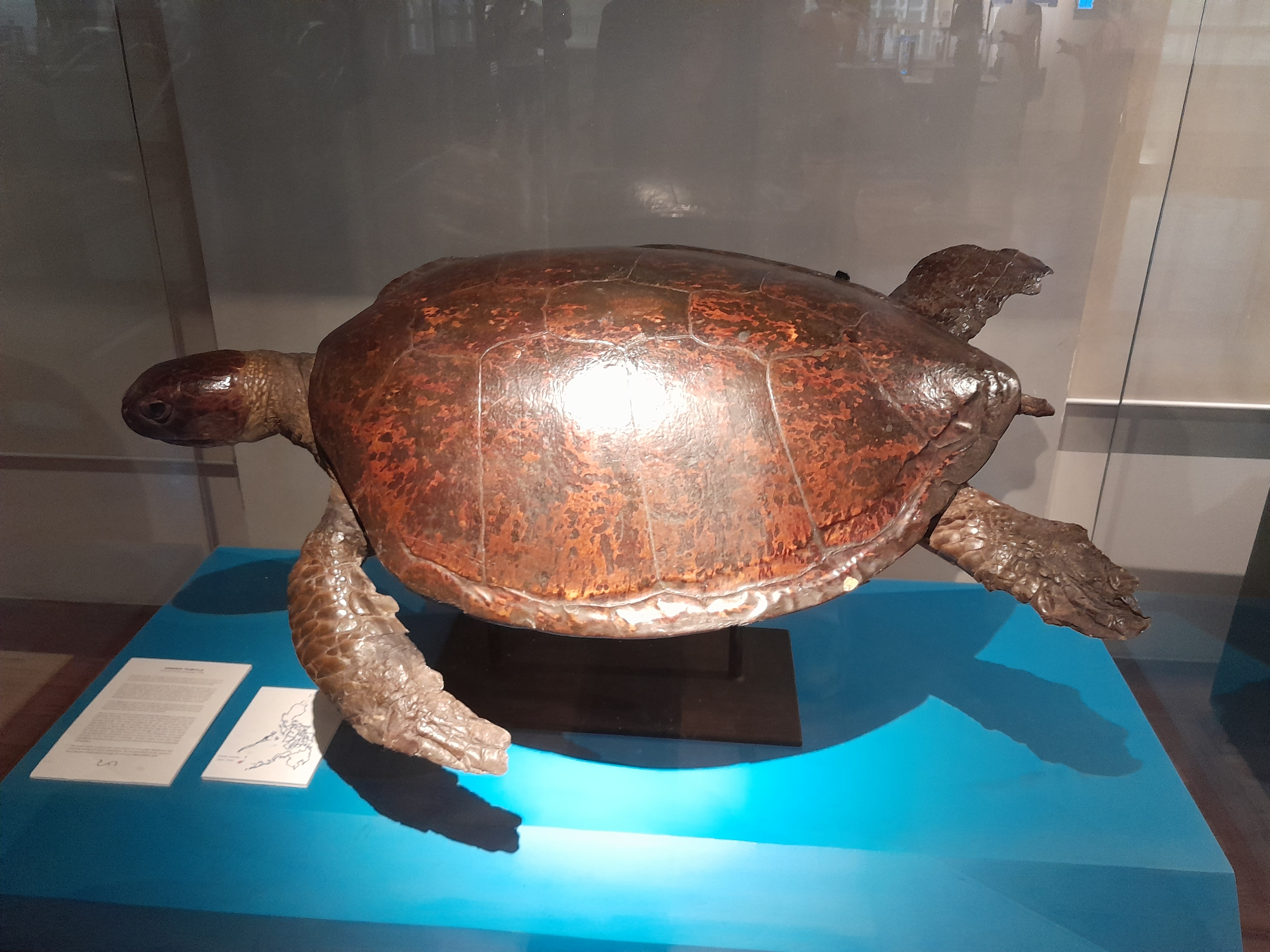
フィリピン亀